# 織部站

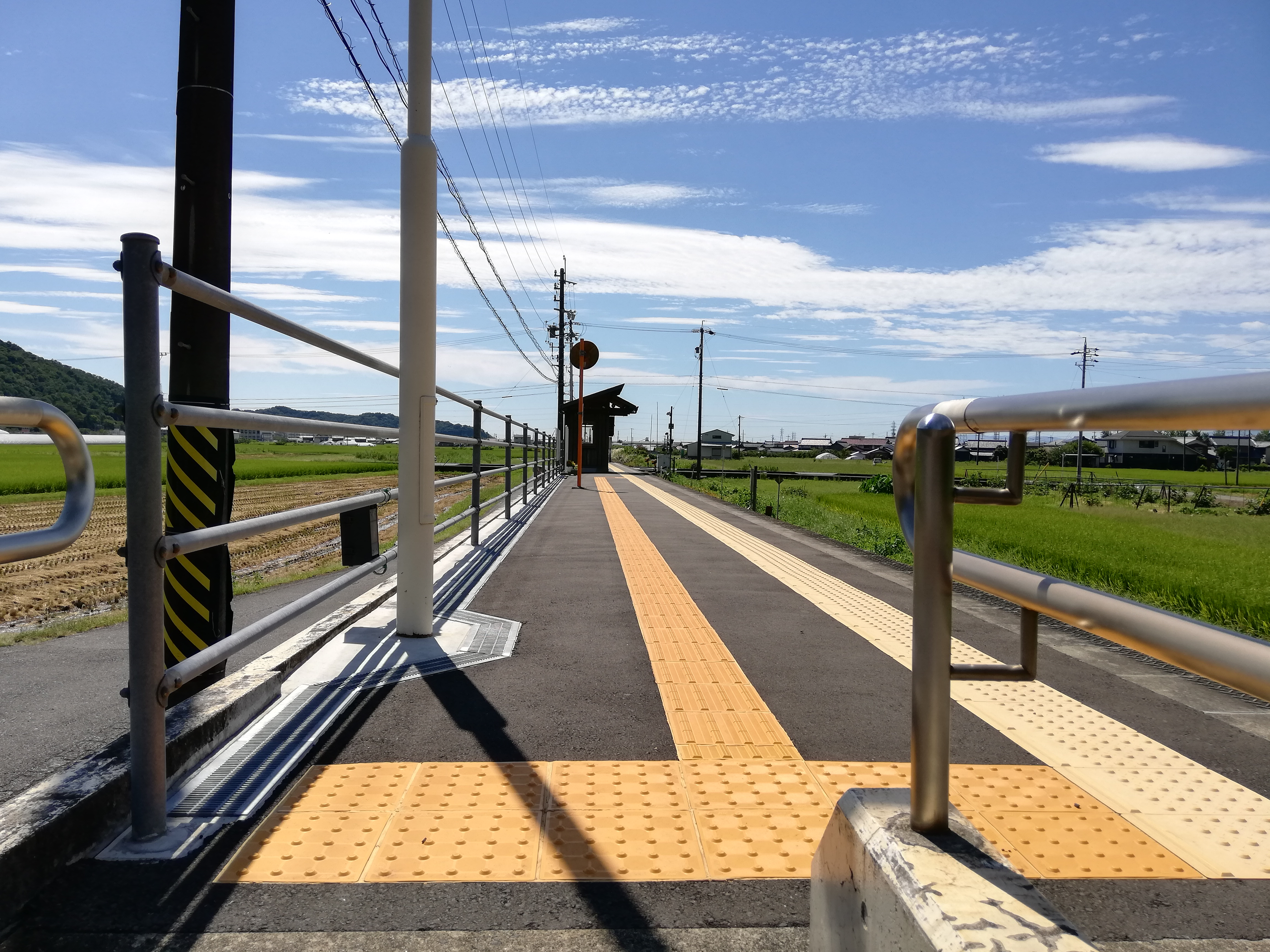
樽見一方看見月台

織部站（日语：／ Oribe eki */?）是位於岐阜縣本巢市曾井中島，樽見鐵道的樽見線車站。車站編號為「TR10」。車站鄰接道之驛織部之里本巢，為日本首個位於道之驛旁邊的鐵路車站。在此站啟用後，與此站相似，建設於道之驛旁邊的車站於日本各地相繼誕生。
此站是在樽見線平原與山區的邊界。車站附近除了道之驛外，還有法林寺此奧古墳群、山口城主居館蹟、山口之條理蹟等遺蹟。

## 歷史
- 2002年（平成14年）4月1日 - 樽見鐵道車站啟用。

## 構造
車站是一座地面車站，設有1面1線的單式月台。此站是無人車站，沒有車站大樓與自動售票機。
在櫻花季節時間表中，持有普通乘車券的乘客可於此站中途下車。

## 利用狀況
| 年度               | 1日平均 乘車人次 |
| ------------------ | ---------------- |
| 2011年（平成23年） | 11               |
| 2012年（平成24年） | 10               |
| 2013年（平成25年） | 10               |
| 2014年（平成26年） | 11               |
| 2015年（平成27年） | 11               |
| 2016年（平成28年） | 13               |

## 周邊
- 國道157號（日语：国道157号）
- 道之驛織部之里本巢（日语：道の駅織部の里もとす）
- 織部展示館（日语：織部展示館）
- 住友大阪水泥（日语：住友大阪セメント）岐阜工場

## 相鄰車站
樽見線
普通
本巢（TR09）－織部（TR10）－木知原（TR11）
上行尾班列車
通過

## 註腳
1. ↑  詳情參見本巢市 （页面存档备份，存于）（日語）。